# Lansen
Koordinaten: 53° 36′ N, 12° 45′ O

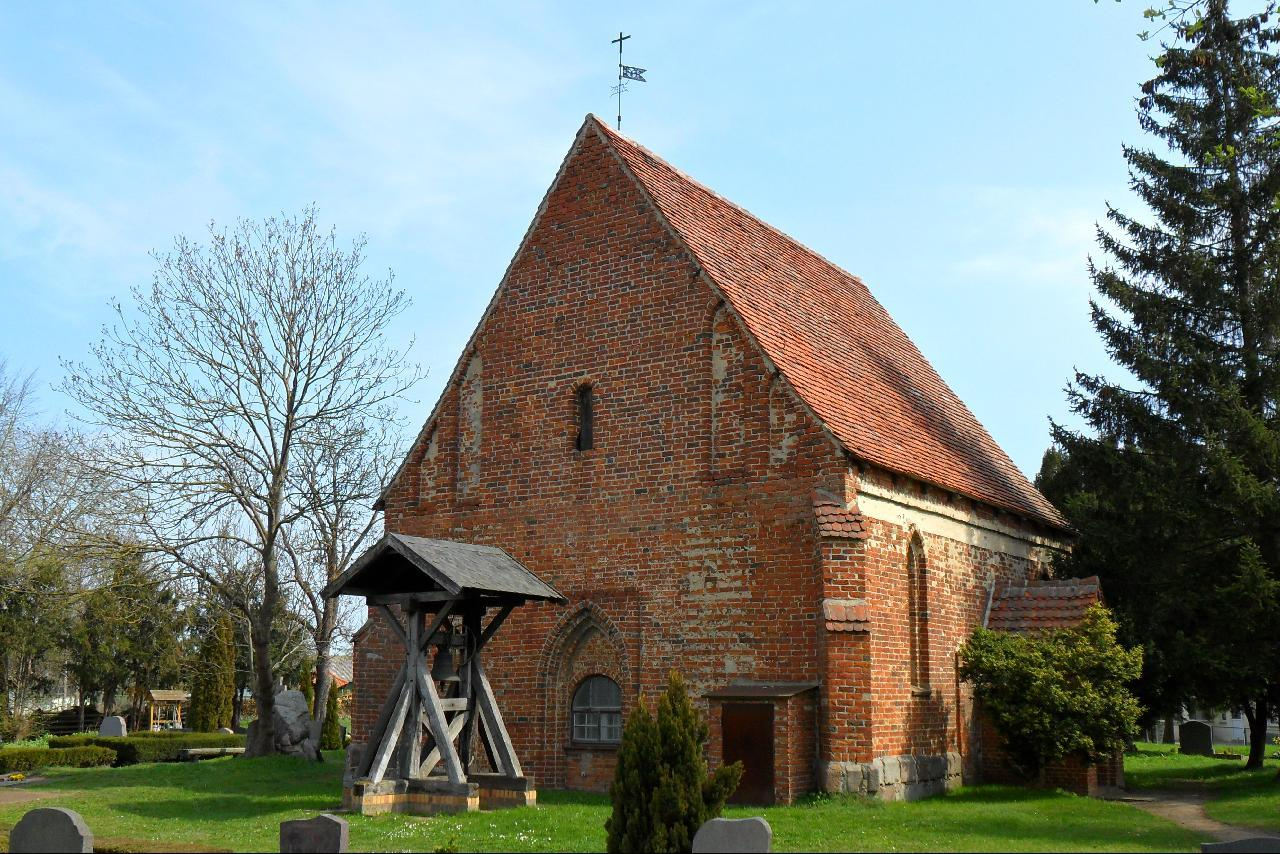
Kirche in Lansen

Lansen ist ein Dorf im Landkreis Mecklenburgische Seenplatte in Mecklenburg-Vorpommern (Deutschland), das zur Gemeinde Peenehagen gehört.

## Geografie
Lansen liegt in der Mecklenburgischen Seenplatte, etwa 10 km von Waren (Müritz) entfernt. Das waldreiche hügelige Gebiet um den Ort liegt nördlich der Müritz sowie nordwestlich des Torgelower Sees. An den Westen der Gemarkung Lansen-Schönau schließt der Naturpark Mecklenburgische Schweiz und Kummerower See an. Im Norden hat der Ort einen Anteil am Rittermannshagener See.

## Geschichte
Lansen wurde 1481 als Rittergut der Familie Babbezin erwähnt. Nach dem Aussterben der Babbezin im Jahr 1700 ging Lansen in den Besitz von Andreas von Pritzbuer über, wechselte danach mehrfach den Besitzer – unter anderen besaßen es Peter Ernst von Meyenn und sein Schwiegersohn Christian Ernst von Randow. Dann gelangte es 1797 schließlich an die Grafen Hahn, die das Gut bis 1932 besaßen. Ab 1933 wurde Lansen mit 35 selbständigen Bauernhöfen aufgesiedelt, die bis heute das typisch mecklenburgische, von der Landwirtschaft geprägte Dorfbild bestimmen. Nach 1945 entstand im Südosten von Lansen ein ausgedehnter LPG-Komplex.
Am 1. Januar 2005 schloss sich die Gemeinde mit der südlich benachbarten Gemeinde Alt Schönau zur Gemeinde Lansen-Schönau zusammen. Sie ging am 1. Januar 2012 in der Gemeinde Peenehagen auf.

## Sehenswürdigkeiten
- Die Kirche in Lansen, ein turmloser gotischer Ziegelbau, wurde um das Jahr 1400 errichtet
- Gutshäuser in Lansen

Siehe auch Liste der Baudenkmale in Peenehagen#Lansen.

## Infrastruktur
Lansen liegt östlich der Landstraße von Malchin nach Waren (Müritz). In Waren befindet sich der nächste Bahnhof, von wo aus über die Lloydbahn Anschluss nach Berlin und Rostock sowie über die Mecklenburgische Südbahn nach Parchim besteht.